# Albești (Vaslui)
Albești es una comuna ubicada en el distrito de Vaslui, Rumania.

## Superficie
Posee una superficie de 59,10 kilómetros cuadrados.

## Demografía
Hasta 2021 la población era de 2330 habitantes, con una densidad de población de 39,42 habitantes por kilómetro cuadrado.